# Trung Tây Nepal
Trung Tây Nepal (tiếng Nepal:मध्य-पश्चिमाञ्चल विकास क्षेत्र) là một vùng phát triển của Nepal. Vùng này có diện tích 42.378 km², dân số thời điểm năm 2001 là 3.012.975 người.

## Dân số
Biến động dân số giai đoạn 1952-2001:
| Năm    | 1952 | 1961 | 1971 | 1981      | 1991      | 2001      |
| ------ | ---- | ---- | ---- | --------- | --------- | --------- |
| Dân số | -    | -    | -    | 1.955.611 | 2.410.414 | 3.012.975 |